# バックドロップシンデレラ
バックドロップシンデレラ（Backdrop Cinderella）は、日本のロックバンド。所属レーベルはインディーズのNaturalAfroRecord。

## 来歴
2006年、ライブハウスAdmに出演していたペリー(Gt)とキャナコ(Ba)のバンド「9th Circus」、あゆみ(Vo)と一徳(Dr)のバンド「THE MONGREL」が、それぞれメンバーの脱退などで活動継続不能になり、残ったメンバーが集まって池袋で結成。以降、ライブ活動を積極的に行い、デモCDを2000枚以上売り上げる。
2007年、東名阪ツアー、自主企画「なま」を頻繁に開催。
2008年、1stアルバム「ピッチョンインポッシブル」発売。タワーレコードJ-POPオンラインチャート第2位を記録。全国ツアー「俺がやってくるツアー2008」開催。
2009年、2ndアルバム「ニッポンインポッシブル」発売。全国ツアー「ニッポンインポッシブルツアー」開催。1stミニアルバム「脳から花」発売。
2011年、自主レーベル「NaturalAfroRecord」を立ち上げて、2年半ぶりとなる3rdアルバム「シンデレラはウンザウンザを踊る」を発売。初めて「ウンザウンザ」曲を発表。以降、ユーチューブでMVを積極的に発表する。
2012年、外部レーベルから声がかかり、4thアルバム「ジャクソン」を発売。
2013年、自主レーベルに戻って、5thアルバム「スゴい！君！」を発売。オリコン最高273位。
2014年、テレビ番組「竹山ロックンロール」出演とエンディングテーマへの採用を機に、初のシングル「台湾フォーチュン」発売。以降、キャッチーな曲をシングルで定期的にリリースしていく体制に。
2016年、Jリーグチーム柏レイソルの応援歌に「さらば青春のパンク」が採用されたことをきっかけに、初のベストアルバム「BESTです」発売。オリコン最高37位。
2017年、4thシングル「フェス出して」のMVが一部で話題となり、YouTubeで累計100万再生回数を達成。これを機に、8年8か月ぶりの2ndミニアルバム「真夜中の太陽を君は知らない」発売。オリコン最高34位。以降、フルアルバムをやめて、シングルとミニアルバムを交互に発表するようになる。
2019年、ヒット曲がない状況を自虐的に評した「バズらせない天才」（4thミニアルバム「祝え!朝が来るまで」に収録）のMVを発表。バズらせなかった。
2020年、7thシングル「新米美容師の彼女」がオリコン最高19位を記録。
2021年、コロナ禍を機に活動を見直し、初のEP「ファーストe.p」発売。オリコン最高20位（インディーズチャートでは1位）を記録。以降、シングルとミニアルバムの体制をやめて、配信とEPのかたちで新曲をリリース。サブスク解禁。過去の音源については一部の収録曲をサブスク配信していないが「セカンドe.p」以降は全曲配信。
2022年、フジテレビ系列の情報番組「めざまし8」にて、でんでけあゆみのライブでのジャンプパフォーマンスがすごいととりあげられる。
2025年4月9日、10年ぶりの8thフルアルバム「バックドロップシンデレラ」を発売。オリコン最高16位（インディーズチャートでは2位）を記録。

## メンバー
- でんでけあゆみ（ボーカル　長崎県佐世保市出身、1984年1月30日生まれ）　初期には作詞作曲も担当。
- 豊島“ペリー来航”渉（ギター、ボーカル、コーラス　東京都板橋区出身、1977年12月13日生まれ）　バンドリーダー。ほとんどの曲の作詞作曲を担当。韓流セレブレイトでもバンドリーダー。自主レーベルNaturalAfroRecord代表。ライブハウス池袋Adm3代目オーナー。ブクロック！フェスティバル主催。
- アサヒキャナコ（ベース、ボーカル、コーラス、北海道札幌市出身、5月14日生まれ）　池袋でBARロワンディシーを経営。
- 鬼ヶ島一徳（ドラムス、コーラス、新潟県佐渡市出身、1983年10月19日生まれ）　カバー曲ではボーカルも担当。一時、打首獄門同好会のサポートドラム。

## 作品

### 配信限定シングル
| 発売日         | タイトル                     | 収録作                   |
| -------------- | ---------------------------- | ------------------------ |
| 2021年7月10日  | 8月。雨あがり                | セカンドe.p              |
| 2022年7月29日  | 日が暮れてしまう             | サードe.p                |
| 2022年9月9日   | HATEです                     | サードe.p                |
| 2023年3月18日  | 遊びにいきたい               | バックドロップシンデレラ |
| 2023年4月29日  | アメリカでウンザウンザを踊る | バックドロップシンデレラ |
| 2024年4月12日  | 桜、轟音にのせ               | バックドロップシンデレラ |
| 2024年5月11日  | ど～なのアメリカ             | バックドロップシンデレラ |
| 2024年7月25日  | クレイジー☆ビート            | バックドロップシンデレラ |
| 2024年10月12日 | 束縛                         | バックドロップシンデレラ |
| 2024年11月30日 | STOP!家族!2                  | バックドロップシンデレラ |

## 楽曲提供
- あゆみくりかまき 『ビリーでGO！』（作詞・作曲：バックドロップシンデレラ）
2012年に発売した4th Album『ジャクソン』収録の「国語のテスト」をセルフオマージュした楽曲。バックコーラスにも参加。
- 七人のカリスマ 『FUJIYAMA CHARISMA』（作詞・作曲・編曲：バックドロップシンデレラ）
2025年9月10日発売予定のアルバム『カリスマガンボ』収録曲。サビ部分でアントニン・ドヴォルザーク作曲の『交響曲第9番《新世界より》』から第4楽章が引用されている。

## タイアップ
| 曲名                       | タイアップ                                             |
| -------------------------- | ------------------------------------------------------ |
| 台湾フォーチュン           | 音楽バラエティ「竹山ロックンロール」エンディングテーマ |
| さらば青春のパンク         | サッカークラブ「柏レイソル」応援歌                     |
| 忍び足でウンザウンザを踊る | アニメ「忍者コレクション」エンディングテーマ           |
| HATEです                   | バラエティ「モヤモヤさまぁ～ず2」エンディングテーマ    |

## 主なライブ

### ワンマンライブ・主催イベント
- 2011年 - 「シンデレラはウンザウンザを踊る」レコード発売イベント＠東京渋谷O-WESTで600人以上の動員を記録。
w/andymori、アルカラ、八十八ヶ所巡礼、THEラブ人間
- 2012年05月20日 - バックドロップシンデレラ presents｢脳みそクルクルナイト｣
w/巨乳まんだら王国/四星球
- 2012年10月14日 - バックドロップシンデレラNEWアルバムリリースパーティー
- 2012年10月20日〜11月12日 - バックドロップシンデレラ【ジャクソン】レコ発 「何という遠大な火計じゃ陸遜」ツアー
- 2013年05月18日 - 脳みそクルクルナイト vol.3
- 2013年12月22日 - バックドロップシンデレラ presents｢脳みそクルクルナイトin大阪｣
w/巨乳まんだら王国/Boiler陸亀/打首獄門同好会/空きっ腹に酒
- 2013年10月05日〜2014年02月02日（25公演） - バックドロップシンデレラ「スゴい！ツアー！」
- 2013年10月25日 - ワンマンライブ「ワンマンでウンザウンザを踊る」
w/よのっしー
- 2014年05月17日〜25日（3公演） - バックドロップシンデレラ「ツアーもフォーチュン」
w/八十八ヶ所巡礼
- 2014年09月12日 - バックドロップシンデレラ & 渋谷TSUTAYA O-CREST共同企画「渋谷のマニア化を防がNIGHT」
- 2014年10月23日 - バックドロップシンデレラ NEW ALBUM「シンデレラはいい塩梅」リリースパーティー「八十八ヶ所で1分刻みのウンザウンザを踊る」
- 2014年11月14日 - バックドロップシンデレラ レコ発3マン「大阪もいい塩梅でウンザウンザを踊る」
- 2014年11月18日 - バックドロップシンデレラ レコ発3マン「名古屋もいい塩梅でウンザウンザを踊る」
- 2014年12月06日 - 脳みそクルクルナイト東名阪ツアー東京編
- 2015年03月24日 - バックドロップシンデレラ&ビレッジマンズストア共同企画 「刃の上でウンザウンザを踊る」
w/テクマクマヤーンズ / パンパンの塔 / 首振りDolls
- 2015年05月20日・21日 - 八十八ヶ所でウンザウンザを踊る
- 2015年06月10日 - 八代目 梅雨将軍 ～半径30cmの中でウンザウンザを踊る 4cm目～
- 2015年08月18日 - バックドロップシンデレラ3rd Single「COOLです」ツアーファイナル & LIVE DVD「池袋Admでウンザウンザを踊った」リリースパーティー
w/ビレッジマンズストア / 空きっ腹に酒
- 2015年11月17日〜2016年02月05日 - 打首獄門同好会×バックドロップシンデレラWレコ発ツアー 「収穫祭でウンザウンザを踊る」
w/SHIMA / ビレッジマンズストア / THE CHERRY COKE$ / THE冠 / アシュラシンドローム / スキッツォイドマン / セックスマシーン / ペロペロしてやりたいわズ。 / 岡崎体育
- 2016年03月05日 - バックドロップシンデレラ「OPA!」リリースワンマンツアー
- 2016年03月06日〜21日 - 『OPA!』リリースワンマンツアー「10周年でウンザウンザを踊る」
- 2016年08月19日 - バックドロップシンデレラ2ndライブDVD「渋谷でウンザウンザを踊った」レコ発 「刃の上でウンザウンザを踊る羊」
w/ビレッジマンズストア / MERRY
- 2016年09月04日 - バックドロップシンデレラ2ndライブDVD「渋谷でウンザウンザを踊った」レコ発ツアー おっぱいとウンザウンザを踊りますが何か
w/感覚ピエロ
- 2016年11月06日〜2017年01月29日 - バックドロップシンデレラ ベストアルバム「BESTです」レコ発ツアー 「ベストなウンザウンザを踊る」
w/THE冠 / ビレッジマンズストア / 八十八ヶ所巡礼 / 打首獄門同好会 / Morning Erections / ピアノゾンビ / 古墳シスターズ
- 2017年02月05日〜02月26日 - 「BESTです」レコ発ファイナルワンマンシリーズ「ベストなワンマンウンザを踊る」
- 2017年04月18日〜05月19日 - バックドロップシンデレラ「君はまだウンザしてないだけツアー」
w/ドラマチックアラスカ / 10.8℃の世界線 / about a ROOM / ENTH / PAN / POT / Rethink / ReVision of Sence / THE BOY MEETS GIRLS / Wienners / アルコヲルクラブ / ヒステリックパニック / ビレッジマンズストア / 午前四時、朝焼けにツキ / 魔法少女になり隊
- 2017年10月14日〜12月16日 - バックドロップシンデレラ 2nd Mini Album 「真夜中の太陽を君は知らない」リリースツアー 「サンシャインとウンザウンザを踊るツアー」
w/ビレッジマンズストア / 八十八ヶ所巡礼 / モーモールルギャバン / 四星球 / Gacharic Spin / SaToMansion / Su凸ko D凹koi / Yellow Studs / ヤバイTシャツ屋さん
- 2018年01月13日〜02月12日 - バックドロップシンデレラ 2nd Mini Alubm 「真夜中の太陽を君は知らない」リリースツアー 「サンシャインとウンザウンザを踊るツアー」ファイナルワンマンシリーズ
- 2018年04月14日〜07月01日 - バックドロップシンデレラ5th Single「サンタマリアに乗って」レコ発「サンタマリアとウンザウンザを踊るツアー」
w/PAN / アシュラシンドローム / 八十八ヶ所巡礼 / ReVision of Sence / アルカラ / セックスマシーン / ヒステリックパニック / ビレッジマンズストア / ピアノゾンビ / 嘘とカメレオン / 打首獄門同好会
- 2018年10月10日〜2019年02月03日 - バックドロップシンデレラ「本気だしてウンザウンザを踊るツアー」
w/オメでたい頭でなにより / ビレッジマンズストア / SHIMA / ピアノゾンビ / 感覚ピエロ / 空きっ腹に酒 / 魔法少女になり隊 / FABLED NUMBER / Gacharic Spin / POLYSICS / SIX LOUNGE / Su凸ko D凹koi / THE BOHEMIANS / THE FOREVER YOUNG / THE SKIPPERS / Track's / Wienners / みそっかす / アシュラシンドローム / アルカラ / グッドモーニングアメリカ / セックスマシーン!! / ハルカミライ / ヒトリエ / プピリットパロ / 嘘とカメレオン / 四星球 / 打首獄門同好会 / 超能力戦士ドリアン
- 2019年04月06日〜05月26日 - バックドロップシンデレラ6th singleリリース&ビレッジマンズストア村立15周年記念御礼参り 「聖地巡礼行脚でウンザウンザを踊るツアー」
w/ビレッジマンズストア / ニガミ17才 / SIX LOUNGE / THE BOHEMIANS / WOMCADOLE / オメでたい頭でなにより / ネクライトーキー / ピアノゾンビ / モーモールルギャバン / 忘れらんねえよ
- 2019年10月06日〜2020年02月02日 - トントン拍子でウンザウンザを踊るツアー
w/アルカラ / PAN / ReVision of Sence / THE CHERRY COKE$ / WOMCADOLE / ビレッジマンズストア / ピアノゾンビ / 空きっ腹に酒 / 魁 / 打首獄門同好会
- 2020年5月31日 - IKEBUKURO LIVE GARAGE Adm ツイキャスプレミア配信ライブ「新米美容師とオンラインウンザを踊る〜伝説のハーフバック編〜」  　※新米美容師とウンザウンザを踊るツアー全公演キャンセルに伴い初の配信ライブを当初ツアーファイナルだった5/31に配信

### インタビュー
- TOKYO BOOTLEG
- 天王寺Fireloop(2013年)
- 激ロック(2013年10月)